# Emanuele Merisi
Emanuele Merisi (Italia, 10 de octubre de 1972) es un nadador  retirado especializado en pruebas de estilo espalda, donde consiguió ser medallista de bronce olímpico en 1996 en los 200 metros.

## Carrera deportiva
En los Juegos Olímpicos de Atlanta 1996 ganó la medalla de bronce en los 200 metros espalda, con un tiempo de 1:59.18 segundos, tras los estadounidenses Brad Bridgewater y Tripp Schwenk; también ganó dos medallas de plata en la misma prueba en los campeonatos europeos de piscina larga de Sevilla 1997 y Helsinki 2000.